# Audiovent
Audiovent foi uma banda de rock alternativo de Calabasas, California. A banda foi formada em 1993 com o nome Vent, mudando para Audiovent em 1999 e se desfezendo em 2004. Alguns de seus membros são irmãos mais novos dos integrantes da banda Incubus.
O single "The Energy" do disco Dirty Sexy Knights in Paris foi bastante executada nos EUA em 2002 e tornou a banda conhecida. O álbum chegou a posição #4 da Billboard.

## Membros
- Jason Boyd - Vocais (1993-2004)
- Benjamin Einziger - Guitarra, vocais (1993-2004)
- Paul Fried - Baixo (1993-2004)
- Jamin Wilcox - Bateria, vocais (1993-2003)
- Ryland Steen - Bateria (2003-2004)

## Discografia
- Hoog Music Sampler (1997)
- Papa's Dojo (1999)
- Dirty Sexy Knights in Paris (2002)

## Bandas relacionadas
- Trust Company
- Agent Sparks
- Reel Big Fish
- Under the Influence of Giants
- Incubus